# Wissenschaftspreis Niedersachsen

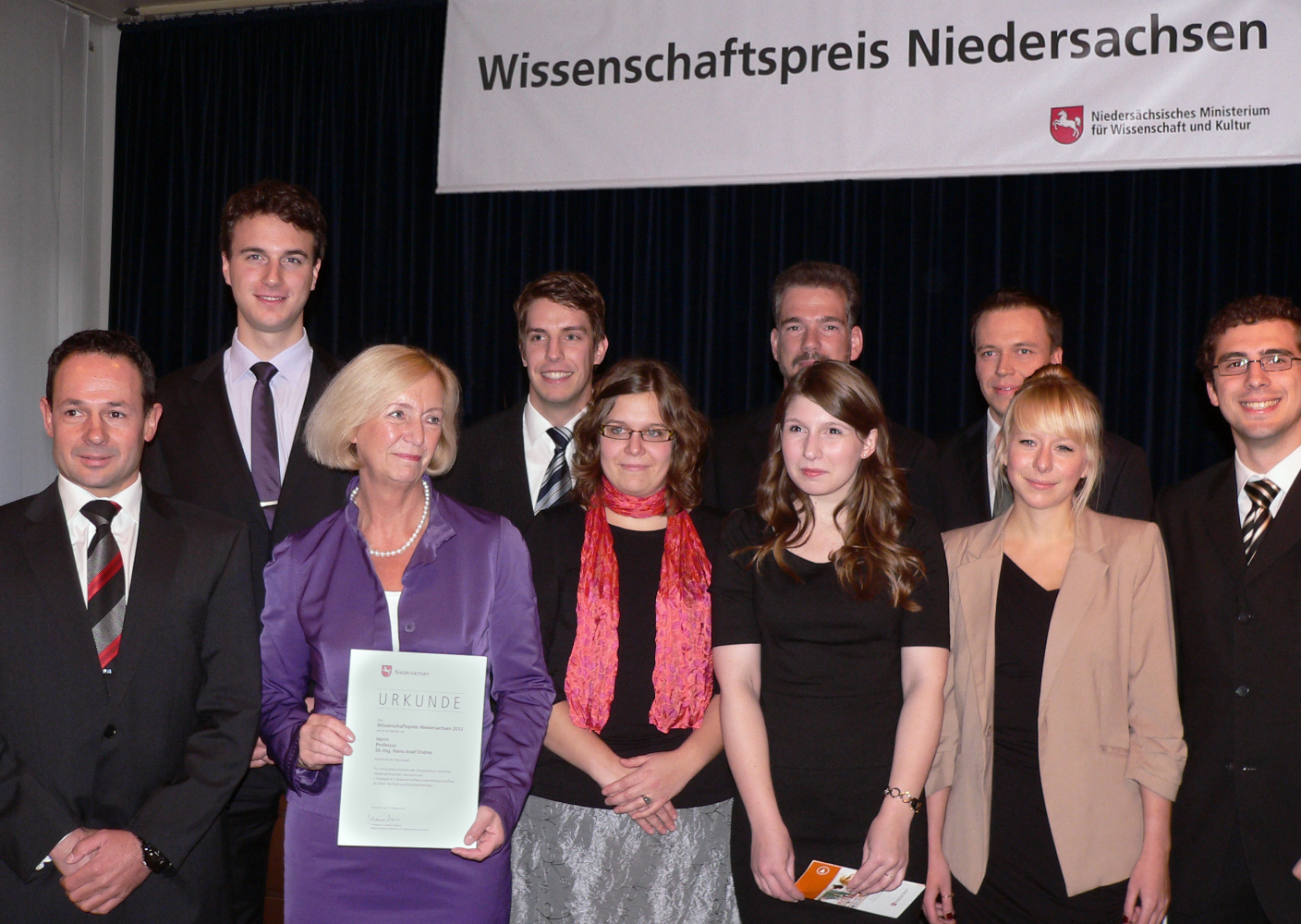
Auszeichnung der Preisträger 2012 durch die damalige niedersächsische Ministerin für Wissenschaft und Kultur Johanna Wanka

Mit dem Wissenschaftspreis Niedersachsen zeichnet das Land Niedersachsen Forscher von niedersächsischen Hochschulen aus, „die einen wesentlichen Beitrag zur Hochschulentwicklung des Landes geleistet haben“.
Der Preis wird seit dem Jahr 2007 vergeben. Die Auszeichnung nimmt das Niedersächsische Ministerium für Wissenschaft und Kultur im Rahmen einer Veranstaltung vor.
Auszeichnungen gibt es seit dem Jahr 2010 in den Kategorien:
- herausragende Wissenschaftler an Universitäten (25.000 Euro)
- herausragende Wissenschaftler an Fachhochschulen (25.000 Euro)
- herausragende Nachwuchswissenschaftler (20.000 Euro) und
- Verdienste von Studierenden (2.500 Euro, bis 2012 dotiert mit 1.500 Euro)

2018 kam noch eine Kategorie „Lehre“ hinzu.
Die Auszeichnung für Studenten geht an Personen, die sich „über ihre herausragenden Leistungen im Studium hinaus in weiteren Bereichen, wie der studentischen Selbstverwaltung oder ehrenamtlichen Tätigkeiten engagieren, oder besondere familiäre Verantwortung wahrnehmen.“

## Preisträger (außer studentische Preisträger)
- 2007
  - Wolfgang Viöl, HAWK Hochschule Hildesheim/Holzminden/Göttingen (Physik)
  - Esther Ruigendijk, Carl von Ossietzky Universität Oldenburg (Niederländische Sprachwissenschaft)
- 2008
  - Raimund Vogels, Hochschule für Musik und Theater Hannover (Musikethnologie)
  - Bettina Biskupek-Korell, Fachhochschule Hannover (Bioverfahrenstechnik)
- 2009
  - Wolfgang Ertmer, Leibniz Universität Hannover (Experimentalphysik)
  - Oliver Vornberger, Universität Osnabrück (Praktische Informatik)
  - Karsten Morisse, Fachhochschule Osnabrück (Medieninformatik)
- 2010
  - Reinhard Jahn, Georg-August-Universität Göttingen (Neurobiologie)
  - Oliver Bott, Fachhochschule Hannover (Medizinische Informatik)
  - Matthias Schütt Juniorprofessor an der Leibniz Universität Hannover (Mathematik)
- 2011
  - Birger Kollmeier, Carl von Ossietzky Universität Oldenburg (Medizinische Physik)
  - Thomas Luhmann, Jade Hochschule (Photogrammetrie)
  - Ulla Martens, Universität Osnabrück (Psychologie)

- 2012[1][2]

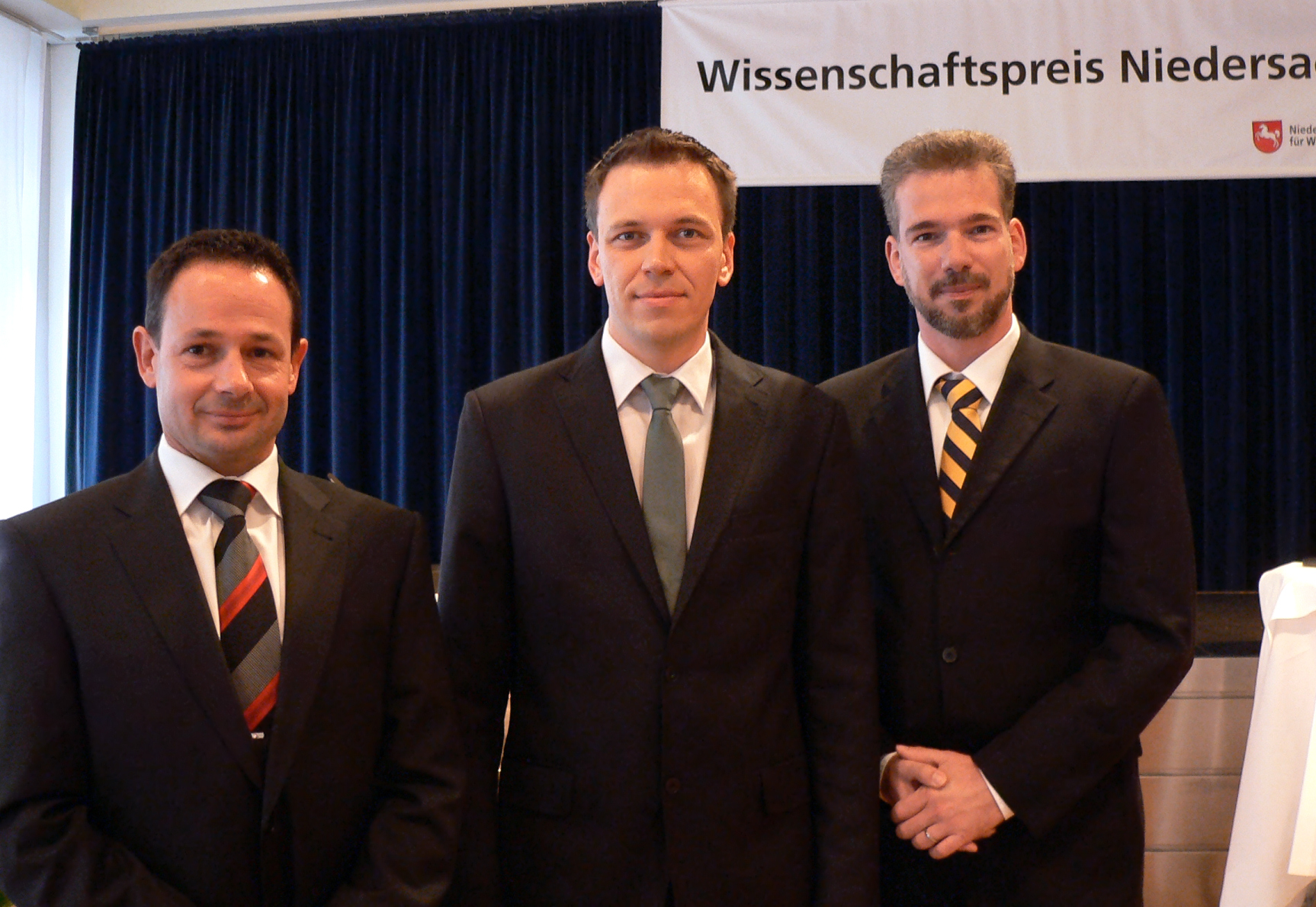
Die drei Preisträger der Verleihung 2012, von links nach rechts: Hans-Josef Endres, Viacheslav Nikolaev und Marcus A. Magnor

  - Marcus A. Magnor, Technische Universität Braunschweig (Computergrafik)
  - Hans-Josef Endres, Hochschule Hannover (Maschinenbau)
  - Viacheslav Nikolaev, Georg-August-Universität Göttingen (Kardiologie)
- 2013[3]
  - Eckart Altenmüller, Hochschule für Musik, Theater und Medien Hannover (Musikermedizin)
  - Ulrich Harteisen, HAWK Hochschule Hildesheim/Holzminden/Göttingen (Regionalmanagement)
  - Tina Pangršič, Georg-August-Universität Göttingen (Hals-Nasen-Ohrenheilkunde)
  - Carsten Klempt, Leibniz Universität Hannover (Physik)
- 2014[4]
  - Thomas Scheper, Leibniz Universität Hannover (Technische Chemie)
  - Xiaobo Liu-Henke, Ostfalia Hochschule (Regelungstechnik und Mathematik)
  - Marcela Ibañez-Diaz, Georg-August-Universität Göttingen (Entwicklungsökonomie)
- 2015[5]
  - Emmanuelle Charpentier, Max-Planck-Institut für Infektionsbiologie und Helmholtz-Zentrum für Infektionsforschung (Infektionsbiologie)
  - Thorsten Gaertig, Hochschule für angewandte Wissenschaft und Kunst Hildesheim/Holzminden/Göttingen (Bodenkunde und Stadtökologie)
  - Jessica Burgner-Kahrs, Leibniz Universität Hannover (Kontinuumsrobotik)
  - Holger Kreft, Georg-August-Universität Göttingen (Biodiversität, Makroökologie und Biogeographie)

- 2016[6]

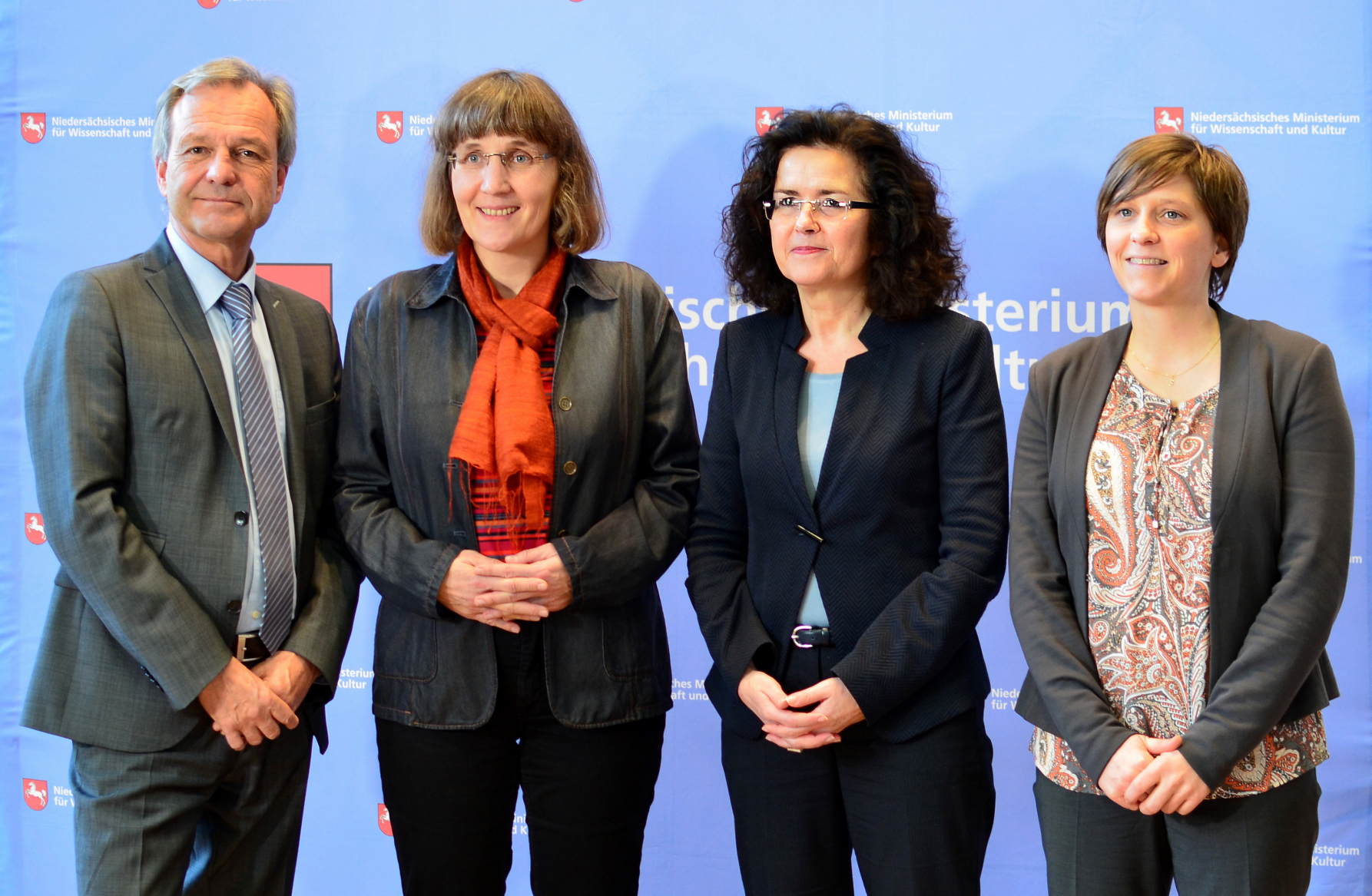
Die Preisträger 2016 mit der damaligen niedersächsischen Ministerin für Wissenschaft und Kultur Gabriele Heinen-Kljajić

  - Karsten Danzmann, Institut für Gravitationsphysik der Leibniz Universität Hannover und Max-Planck-Institut für Gravitationsphysik (Gravitationswellen)[7]
  - Kathrin Kiehl, Hochschule Osnabrück (Biodiversität und Ökosystemdienstleistungen)
  - Sarah Verhulst, Carl von Ossietzky Universität Oldenburg (Funktion des Hörsystems)
- 2017[8]
  - Claudia Gallert, Professorin für Mikrobiologie-Biotechnologie an der Hochschule Emden/Leer, für  Aufklärung mikrobiologischer Stoffwechselprozesse bei Biogasanlagen und Forschung zu Antibiotikaresistenzen von Bakterien
  - Tobias Moser, Professor für Auditorische Neurowissenschaften an der Stiftung Universität Göttingen – Universitätsmedizin Göttingen, für Forschungen zu den grundlegenden Mechanismen des Hörens und der Schwerhörigkeit.
- 2018[9]
  - Denise Hilfiker-Kleine, Professorin für Molekulare Kardiologie an der Medizinischen Hochschule Hannover, Studien zur Rolle zentraler Signalwege und ihrer Regulation
  - Inga Holube, Professorin für Audiologie an der Jade Hochschule, das Hörvermögen der erwachsenen Bevölkerung unter Berücksichtigung des demografischen Wandels, die Qualitätssicherung für die Hördiagnostik und die Reform der Hörrehabilitation
  - Xiaoying Zhuang, Leibniz Universität Hannover, Jannika Mattes, Universität Oldenburg
  - Kategorie Lehre: Regina Toepfer und Wiebke Ohlendorf, TU Braunschweig, Lehrkonzept MAppsBS: Mittelalter-App für Braunschweig. LiteratToUr in der Stadt
- 2019[10]
  - Henrik Mouritsen, Professor am Institut für Biologie und Umweltwissenschaften der Universität Oldenburg, Arbeiten zur Tierorientierung und -navigation
  - Arno Ruckelshausen, Professor für Physik an der Fakultät Ingenieurwissenschaften und Informatik an der Hochschule Osnabrück, Arbeiten zur digitalen Transformation, nachhaltigen Landwirtschaft und Ressourcenschonung
  - Murat Sivis, wissenschaftlicher Mitarbeiter am IV. Physikalischen Institut der Georg-August-Universität Göttingen
  - Kategorie Lehre: Lorenz Grigull, Oberarzt in der Abteilung für Pädiatrische Hämatologie und Onkologie an der Medizinischen Hochschule Hannover
- 2020[11]
  - Kai Ambos: Professor für Jura an der Georg-August-Universität Göttingen, Richter am Kosovo-Sondertribunal
  - Martina Hasseler: Professorin für angewandte Wissenschaften an der Ostfalia Hochschule, Erarbeitung von Handlungsempfehlungen für COVID-19-Patienten in Pflegeheimen
  - Kategorie Lehre: Kathrin Ottink, Professorin für Maschinenbau und Konstruktion an der Hochschule Emden/Leer
  - Sonderpreis für Innovationen in der digitalen Lehre: Katharina Müller, Professorin für Schulpädagogik an der Leibniz Universität Hannover
- 2021[12]
  - Arno Kwade: TU Braunschweig, Pharmaverfahrenstechnik, Batteriezellentechnologie und -produktion
  - Christoph Rußmann: Hochschule für angewandte Wissenschaft und Kunst Hildesheim/Holzminden/Göttingen, medizinische Bildgebung, Lasermedizin und Anwendung von mobile Health sowie Künstlicher-Intelligenz- und Big-Data-basierten Ansätzen in Medizintechnik und Gesundheitswesen
  - Viola Priesemann; Universität Göttingen, Ausbreitungsdynamiken in komplexen Systemen sowie Selbstorganisation und Emergenz der Informationsverarbeitung in lebenden und künstlichen neuronalen Netzen
- 2022
  - Claudia Wiesemann: Universitätsmedizin Göttingen der Georg-August-Universität Göttingen, Medizinethik
  - Christoph von Viebahn: Hochschule Hannover, Datenanalyse und Simulationen
  - Clemens Hübler: Leibniz Universität Hannover, Sonderforschungsbereich zu Offshore-Windenergieanlagen
  - Katja Politt: Leibniz Universität Hannover, Lehrpreis
- 2023[13]
  - Torsten Wilholt und Mathias Frisch: Leibniz Universität Hannover,  Forschungsschwerpunkt Wissenschaftsphilosophie
  - Martina Glomb: Hochschule Hannover, nachhaltiges Modedesignerin
  - Franziska Neumann: Technische Universität Braunschweig, Juniorprofessorin
  - Maximilian Reuß: Universität Göttingen, Lehrpreis
- 2024[14]
  - Andreas Waag, TU Braunschweig
  - Markus Wallner, Ostfalia Hochschule für Angewandte Wissenschaften
  - Monika Sadlonova, Universitätsmedizin Göttingen
  - Patrik Schwerdtner, TU Braunschweig, Lehrpreis